# Odinei Edson
Odinei Edson dos Santos (Osvaldo Cruz, 8 de agosto de 1962) é um radialista e locutor esportivo brasileiro.
Atualmente, Odinei narra a Fórmula 1 para a Rádio Bandeirantes, onde trabalha também o seu primo Ulisses Costa, e para a BandNews FM. Raramente narra futebol, que fez por muitos anos.
Além de narrador esportivo, Odinei também é um dos responsáveis pelo Site Tazio, que fala de automobilismo.

## Carreira
Filho de Romeu dos Santos e Clerice Chiavelli, Odinei começou no Paraná, em 1977, como técnico de som de uma pequena rádio. Depois, se tornou apresentador de programas musicais em Marília, onde trabalhou nas duas principais rádios da cidade.
Após passagem pelo rádio esportivo de Campinas, foi ser repórter da Rádio Globo, comandada por seu irmão Osmar.
Trabalhou também nas rádios Record, Gazeta e Eldorado, antes de, em 1995, transferir-se para a Rádio Bandeirantes, onde substituiu Eder Luiz nas narrações da Fórmula 1. Atualmente, segue na RB, que faz rede com a BandNews FM nas corridas (de 2012 a 2017, houve também a transmissão na Bradesco Esportes FM).
Em 2011, voltou a trabalhar com futebol, com a criação da equipe futebolística da BandNews FM, comandada por ele, dividindo o microfone com Carlos Fernando nas narrações.
Em março de 2012 foi contratado para ser o narrador oficial do AFC (Amazon Forest Combat) na Rede TV!, torneio brasileiro de artes marciais mistas.
Na TV, além da Manchete, fez pelo SBT, uma corrida da GP Masters, em 2006.

### Vida pessoal
De família ligada ao jornalismo esportivo, Odinei é irmão de Osmar Santos e Oscar Ulisses e primo de Ulisses Costa.